# Hacienda Santo Tomás de las Lomas
La Hacienda de Santo Tomás de las Lomas fue un latifundio novohispano ubicado en el Sotavento Veracruzano, fundado en el siglo XVI y fraccionado en el siglo XIX a consecuencia de la supresión de los mayorazgos. Su principal función fue ganadera, al igual que las otras grandes haciendas de la región, surtiendo carnes al centro del virreinato y exportando cueros y otros derivados a Cádiz a través del Puerto de Veracruz, así como la explotación maderera. Limitó al sur con el Marquesado de Uluapa y al norte con la Hacienda de la Estanzuela, compitiendo asimismo con el cercano marquesado del Valle de Oaxaca. El territorio que ocupó a lo largo de su existencia está ubicado en los actuales municipios de Cosamaloapan y Tres Valles, en el estado mexicano de Veracruz, México. 

## Origen del nombre.

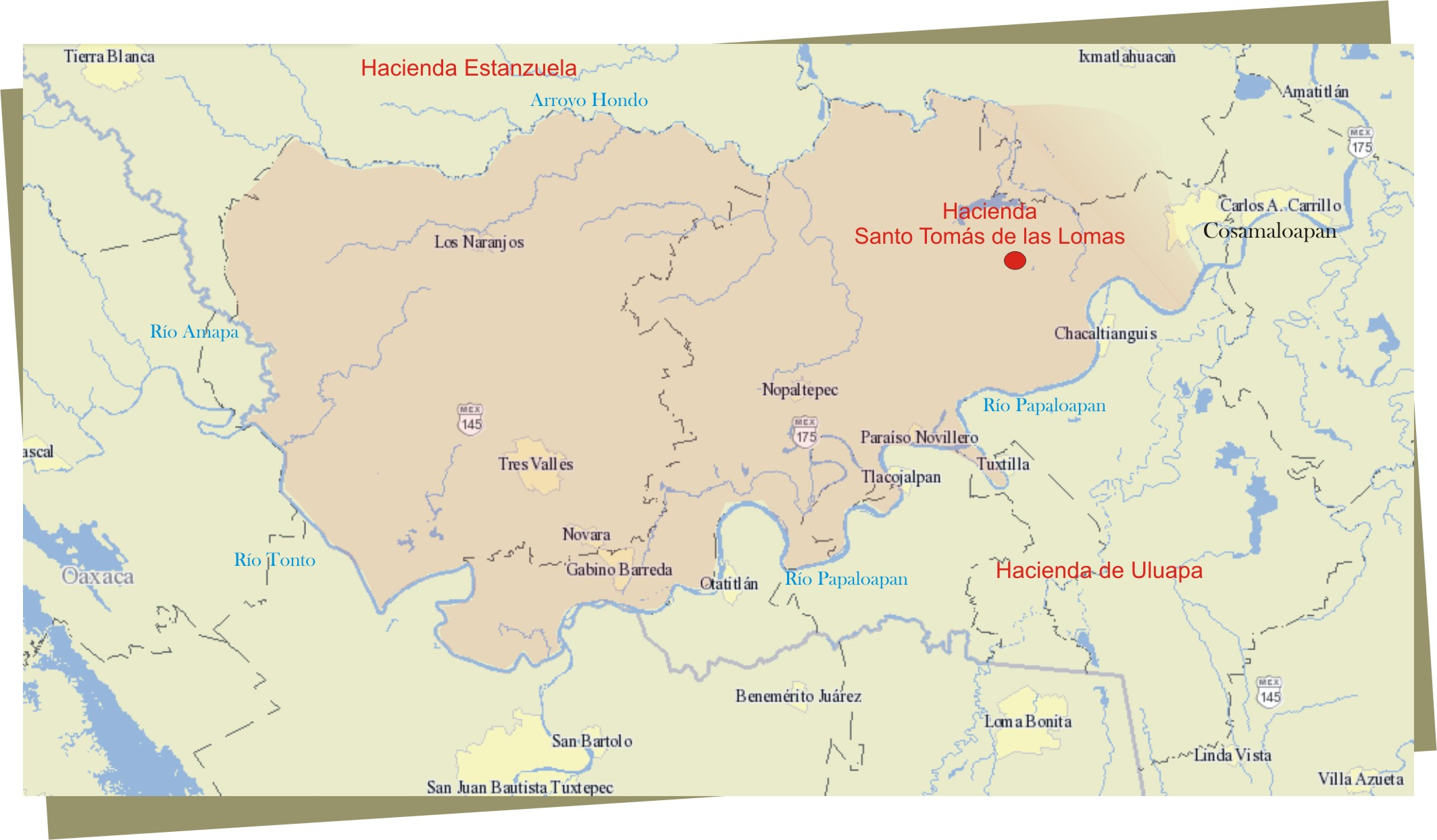
Mapa del territorio de la Hacienda Santo Tomás de las Lomas.

Fue nombrada en honor a Santo Tomas por advocación de su fundador, el clérigo Diego Tomás de la Plaza, cura beneficiado por Su Majestad del Partido del Río de Alvarado. La referencia a "Las Lomas" corresponde al nombre del solar donde estaban asentadas las casas principales de la propiedad. 

## Formación.

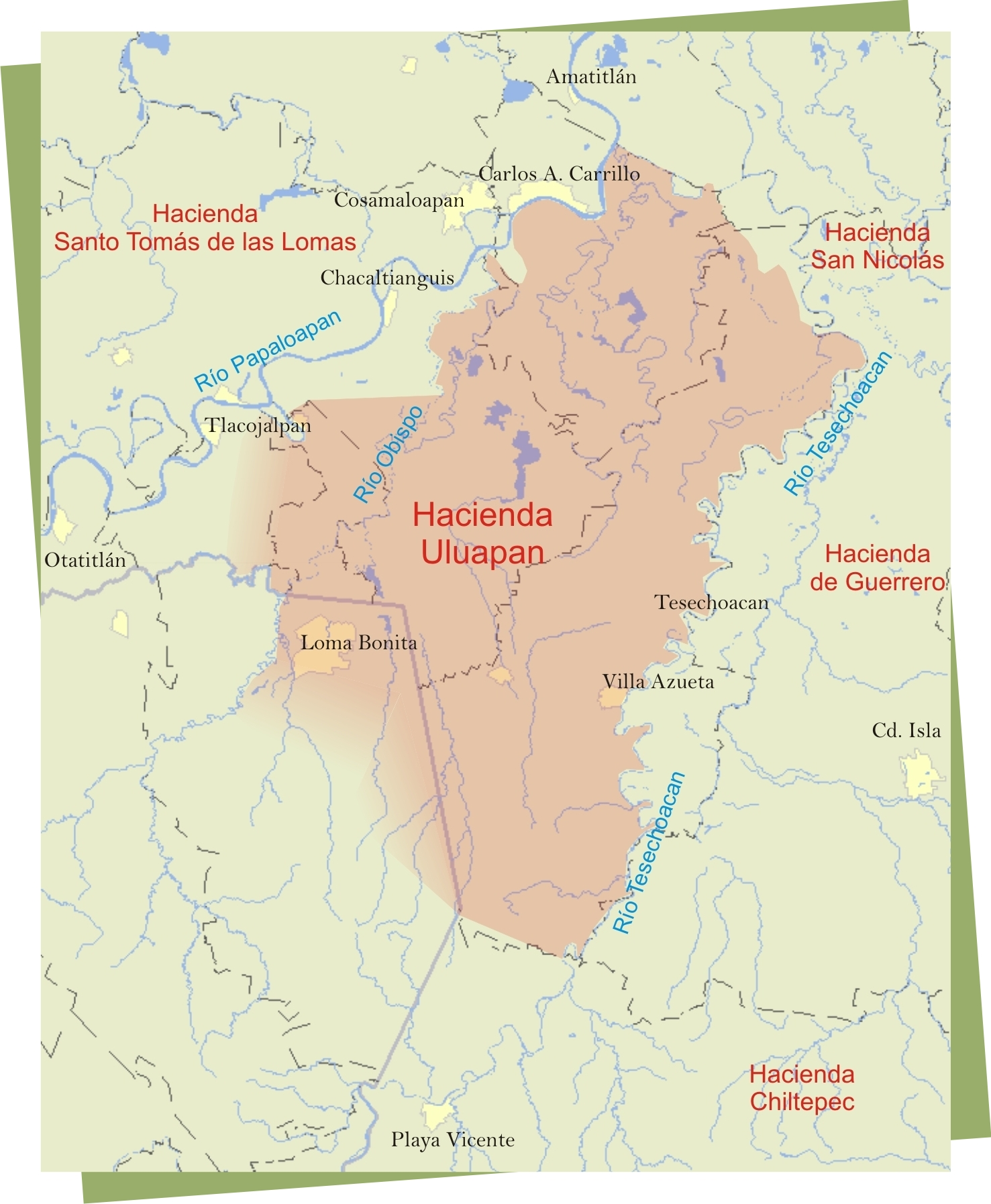
Territorio de la vecina hacienda perteneciente al Marquesado de Uluapa

La base original de la hacienda lo formó el clérigo Diego Tomas de la Plaza, también conocido como Diego Tomas Izguerra o Ezquerra de la Plaza, sobrino homónimo de Tomás de la Plaza, deán de la Catedral de Puebla, constructor de la Casa del Deán. Llegó a Nueva España alrededor de 1575, ordenándose sacerdote a los pocos años y siendo beneficiado con el curato del Partido del Río de Alvarado (actualmente río Papaloapan), perteneciente al obispado de Tlaxcala-Puebla, que servía de límite con el obispado de Antequera (que comenzaba en la parte sur del mismo río). Diego Tomás de la Plaza tenía bajo su jurisdicción los territorios eclesiásticos de los pueblos y villas de Alvarado, Tlacotalpan, Ignacio de la Llave, Tlalixcoyan, Cosamaloapan,  Ixmatlahuacan, Tres Valles, Carlos A. Carrillo, Amatlán (Amatitlán), Acula y, posiblemente, Tierra Blanca.
Durante su estancia en la zona adquirió los 5 sitios de ganado mayor que, en 1584, otorgó a Juan López Mellado, alcalde ordinario de la Puebla de los Ángeles. en calidad de dote tras el matrimonio habido con su hermana María de la Plaza Izguerra (Ezquerra) en 1582. En los siguientes años López Mellado aumentaría esta propiedad hasta llegar a tener 40 sitios de ganado mayor en 1616, asimismo, adquirió la Casa del Deán a los parientes de su esposa

## Consolidación
Sus límites permanecieron prácticamente inmóviles desde la ampliación de Juan López Mellado en el siglo XVII, hasta su desaparición en el siglo XX, siendo al sur-sureste: río Papaloapan; sursudoeste: río Tonto y río Amapa; al norte-noreste: la Hacienda de la Estanzuela y Arroyo Hondo.

## Diversos propietarios.
Alrededor de 1665, la hacienda es vendida a Gaspar Miguel de Rivadeneyra, propietario de la vecina Hacienda de la Estanzuela. Hasta 1704, la hacienda siguió perteneciendo a la misma familia, el último dueño fue Bernardino de Rivadaneyra, ese año sus herederos la vendieron por diez mil pesos al clérigo Nicolás de Victoria y Salazar, vecino de la ciudad de Puebla. Este sacerdote la tuvo en sus manos hasta 1713, cuando la vendió a Francisco de los Santos, acaudalado comerciante avecindado en Cosamaloapan. 
En 1742, la viuda de Francisco de los Santos, Jeronima Váquez de Pinilla, vendió la hacienda a Pedro Antonio de Rojas. Debido a deudas del propietario con el convento de Nuestra Señora de la Limpia Concepción, éste convento embargó la hacienda y, en 1764, realizó un detallado inventario de la misma, describiendo la división de la misma en cuatro ranchos o estancias ganaderas, incluyendo: Santo Tomás (cercano a Cosamaloapan, donde se ubicaba el casco de la hacienda), el Hato del Ciruelo, San José de los Naranjos, y Santa Rita. 
En 1768, la hacienda se remató por parte del convento, resultando ganador de la subasta Cayetano Bernardo Bravo. 
En 1824 la hacienda contaba con 2,834 cabezas de ganado vacuno, 532 yeguas, 281 caballos y 82 mulas. En una descripción de 1826 se dice que en "(...) las tierras pertenecientes á esta finca se encuentran buenos llanos y terrenos para labor: también tiene muchos de que solo puede usar en tiempo de secas para potreros, pues en las aguas se ponen del todo inútiles, por ser muy cenegosos y formarse en ellos muchas zartenejas y lagunas. (...) Se encuentran en esta finca escelentes (sic) maderas de cedro, roble, jabí, zapote, moral, bálsamo, gateado, cópite y otras varias de que no abundan las demás."

## Fraccionamiento
A finales del siglo XIX se fraccionó en grandes porciones de tierra, por ejemplo, en 1896 Jesús Martínez Ochoa compró a Dionisio López, dueño de la hacienda, 2 500 hectáreas del Hato de los Macuiles. La Sociedad Agrícola Francesa compró 9 305 hectáreas alrededor de 1898, con los que formó el ingenio de Paraíso Novillero.

## Desaparición
Desapareció tras la Revolución Mexicana del siglo XX a consecuencia del reparto agrario. 